# Gérard Ier de Metz
Gérard Ier de Metz (v. 875-22 juin 910), est un comte de Metz. Il serait fils d’Adelhard (v. 850-2 janvier 890), comte de Metz, lui-même fils d’Adalard le Sénéchal, et d’une fille de Matfried, comte d’Eifel (v. 820-ap. 18 septembre 882), lui-même fils de Matfrid d'Orléans.

## Biographie
Gérard Ier de Metz essaye en vain, avec ses frères Stéphane et Matfried Ier comte d’Eifel, de régner sur la Lotharingie. Gérard et ses frères entrent en conflit en 897 avec le roi Zwentibold. Ils sont d’abord repoussés, et se réconcilient peu de temps après. 
Plusieurs années plus tard, Gérard Ier de Metz prend la tête d’un soulèvement, avec son frère Matfried. Ils défont l'armée de Zwentibold et le tuent, en 900, sur le champ de bataille de Susteren.
En 906, allié de nouveau à son frère Matfried, il entre en guerre contre le comte Conrad. 
Gérard Ier de Metz est tué dans une bataille contre l’armée bavaroise le 22 juin 910.

## Famille et descendance
Gérard se marie, après le 13 août 900, à la veuve de Zwentibold, Oda (v. 880-ap. 952), fille d’Otton Ier, duc de Saxe, dont :
- Wigfrid († 31 août 983), abbé de Sainte-Ursule de Cologne, puis archevêque de Cologne de 924 à 953 ;
- Oda de Metz (en) († après 18 mai 963), mariée à Gozlin d’Ardenne, comte de Bidgau et de Methingau puis abbé de Gorze († 942); ils ont pour enfants Godefroid le captif et Adalbéron, archevêque de Reims ;
- fille inconnue ;
- Godefroid († après 949), comte du Jülichgau.

Oda de Saxe s’est remariée avec Eberhard, comte en Oberlahngau.

## Sources
- Gerhard von Metz mort en 910, Site Foundation for Medieval Genealogy, Upper Lotharingia Nobility, (en anglais).